# Valerian i miasto tysiąca planet
Valerian i miasto tysiąca planet (ang. Valerian and the City of a Thousand Planets) – anglojęzyczny film fantastycznonaukowy produkcji francuskiej. Autorem scenariusza, reżyserem i producentem jest Luc Besson. Film powstał na motywach serii komiksowej Valerian, której autorami są Pierre Christin i Jean-Claude Mézières. W rolach głównych występują: Dane DeHaan jako Valerian i Cara Delevigne w roli Laureline. Premiera filmu miała miejsce 17 lipca 2017 w Los Angeles.

## Obsada
| Postać              | Aktor w wersji oryginalnej | Aktor w wersji polskiej |
| ------------------- | -------------------------- | ----------------------- |
| Valerian            | Dane DeHaan                | Józef Pawłowski         |
| Laureline           | Cara Delevingne            | Olga Bołądź             |
| admirał Arün Filitt | Clive Owen                 | Michał Konarski         |
| Bubble              | Rihanna                    | Patricia Kazadi         |
| sierżant Neza       | Kris Wu                    | Maksymilian Bogumił     |
| alfons Jolly        | Ethan Hawke                | Wojciech Żołądkowicz    |
| generał Okto Bar    | Sam Spruell                | Krzysztof Cybiński      |
| pirat Bob           | Alain Chabat               | Przemysław Glapiński    |

## Produkcja
Seria komiksów pod tytułem Valerian i Laureline była publikowana od 1967 roku. Została przetłumaczona na 21 języków i sprzedana w nakładzie 10 milionów egzemplarzy.
12 maja 2015 roku Luc Besson ogłosił, że zamierza nakręcić film inspirowany serią, a Dane DeHaan i Cara Delevigne zagrają w nim główne role.
Valerian i miasto tysiąca planet to kolejny film science fiction tego reżysera, wcześniej wyreżyserował on między innymi Piąty element oraz Lucy. Budżet filmu jest najwyższy spośród wszystkich filmów, jakie powstały poza terytorium USA, wynosi około 180 milionów dolarów.
Nad efektami specjalnymi do filmu pracowała wytwórnia Industrial Light & Magic, firmy: Weta Digital i Rodeo FX oraz specjalistyczna dywizja Ubisoftu – Hybride.
Za muzykę odpowiedzialny jest francuski kompozytor Alexandre Desplat.

## Odbiór

### Krytyczny
Film spotkał się z mieszanym przyjęciem przez krytykę. Tymoteusz Wronka z portalu NaEkranie.pl uznał Valerian i miasto tysiąca planet za „udaną wakacyjną propozycję”, chwaląc przede wszystkim stronę wizualną, zarzucając natomiast jednocześnie obrazowi nieodpowiedni dobór odtwórców głównych ról, jak również przesadny melodramatyzm. Jakub Popielecki z Filmweb ocenił film jako niezły (6/10), jednak mało satysfakcjonujący, głównie z winy kiepskiego scenariusza. Podobny numerycznie werdykt wydał Krzysztof Walecki z Film.org.pl, podsumowując, że „Valerian i miasto tysiąca planet zachwyca swą urodą, odważną intrygą oraz mądrym przesłaniem, ale rozczarowuje sylwetkami głównych bohaterów, w których nie sposób uwierzyć.”

### Finansowy
Valerian i miasto tysiąca planet odniósł sukces w rodzimej Francji oraz sąsiednich Niemczech, gdzie oryginalny komiks cieszy się popularnością: do 3 września 2017 zarobił on w tych krajach odpowiednio 34 943 066 oraz 13 144 680 dolarów W innych krajach produkcja Bessona miała zróżnicowane powodzenie, na rynku amerykańskim w ciągu trzech tygodni zarobiła 36 milionów dolarów. W Polsce w ciągu pierwszych trzech dni na film wybrało się 81 441 widzów, podczas gdy na Lucy – poprzedni film Bessona, w równie długim czasie obejrzało 113 tysięcy Polaków. Do 3 września Valerian i miasto tysiąca planet przyniósł w Polsce ponad 2,3 mln USD.
25 sierpnia film pojawił się w kinach w Chinach. Chińska firma Fundamental Films (基美影业) jest jednym z producentów filmu, a w jedną z ról wcielił się Kris Wu. W dziesięć dni zebrał tam ponad 58 mln USD.